# Elecciones estatales del Estado de México de 1993
Las elecciones estatales del Estado de México de 1993 se llevaron a cabo en dos jornadas la primera el domingo 4 de julio de 1993, y en ellas se renovaron los siguientes cargos de elección popular en el Estado de México:
- Gobernador del Estado de México. Titular del Poder Ejecutivo del estado, electo para un periodo de seis años no reelegibles en ningún caso. El candidato electo fue Emilio Chuayffet Chemor.
- Diputados al Congreso. Electos por una mayoría de cada uno de los Distritos Electorales.

Y la segunda el domingo 14 de noviembre en que se eligió:
- 121 Ayuntamientos Formados por un Presidente Municipal y regidores, electo para el período inmediato de tres años no reelegibles de manera consecutiva.

## Resultados electorales

### Gobernador
|  | 17.82 % |

|  | 62.36 % |

|  | 1.55 % |

|  | 8.70 % |

|  | .58 % |

|  | .74 % |

|  | 0.36 % |

|  | 0.44 % |

|  | 2.61 % |

|  | 0.44 % |

|  | 6.74 % |

|  | 100.00 % |

### Ayuntamientos de laZona Metropolitana del Valle de México

#### Ayuntamiento de Toluca
- Alejandro Ozuna Rivero  Hecho

#### Ayuntamiento de Tlalnepantla
- Arturo Ugalde Meneses  Hecho

#### Ayuntamiento de Ecatepec
- José Alfredo Torres Martínez  Hecho

#### Ayuntamiento de Nezahualcóyotl
- Carlos Viñas Paredes  Hecho

#### Ayuntamiento de Lerma
- Alfonso Ortega García  Hecho

#### Ayuntamiento de Naucalpan
- Enrique Jacob Rocha  Hecho

#### Ayuntamiento de Cuautitlán
- Marco Antonio López Hernández  Hecho

#### Ayuntamiento de Cuautitlán Izcalli
- Fernando García Cuevas  Hecho

#### Ayuntamiento de Huixquilucan
- Abel Huitrón Rosete  Hecho

#### Ayuntamiento de Tultitlán
- Víctor Cañas Sánchez  Hecho

#### Ayuntamiento de Atizapán
- Miguel Martínez Bobadilla  Hecho

#### Ayuntamiento de Tultepec
- Fernando Cervantes Urbán  Hecho

#### Ayuntamiento de Atizapán de Zaragoza
- Luis Felipe Puente Espinoza  Hecho

#### Ayuntamiento de Ixtapaluca
- Juan Antonio Soberanes Lara  Hecho

#### Ayuntamiento de Coacalco
- Felipe Ruiz Flores  Hecho

#### Ayuntamiento de San Simón de Guerrero
- Leopoldo Mora Domínguez  Hecho

#### Ayuntamiento de Valle de Bravo
- Arnulfo Mendieta Sánchez  Hecho

#### Ayuntamiento de Metepec
- Miguel Ángel Terrón Mendoza  Hecho

#### Ayuntamiento de Chalco
- Felipe Medina Santos  Hecho

#### Ayuntamiento de San Martín de las Pirámides
- Ponciano Álvarez Sánchez  Hecho

#### Ayuntamiento de Teoloyucan
- Pedro Zanteno Santaella  Hecho

#### Ayuntamiento de Teotihuacán
- José María González Aztegui  Hecho

#### Ayuntamiento de Acambay
- Humberto Polo Martínez  Hecho

#### Ayuntamiento de Texcoco
- Héctor A. Terrazas González  Hecho

#### Ayuntamiento de Chicoloapan
- Matías Ramírez Pérez  Hecho

#### Ayuntamiento de Chimalhuacán
- Enrique Suárez Pacheco  Hecho

#### Ayuntamiento de Apaxco
- Gustavo Frías y Villapalacio  Hecho

#### Ayuntamiento deIsidro Fabela
- Antonio Dávila de Rosas  Hecho

#### Ayuntamiento de Atlacomulco
- René Gabriel Montiel Peña  Hecho

#### Ayuntamiento de Villa del Carbón
- Andrés González Martínez  Hecho

#### Ayuntamiento de Almoloya de Juárez
- Ismael Estrada Colín  Hecho

#### Ayuntamiento de Ayapango
- José Luis Ramos Maltos  Hecho